# الاشتمال المالي في الأردن
الاشتمال المالي في الاردن هو حق وصول جميع شرائح المجتمع الاردني وغير المخدومين ماليًا للخدمات المالية مثل المدفوعات والمدخرات والإئتمان والمعاملات والتأمين، والتي تلبي احتياجات المستخدمين وتسهل حياتهم بطريقة موثوقة ومستدامة. تعد القدرة على الوصول إلى الحساب الخاص بالمعاملات الخطوة الأولى نحو اشتمال مالي أوسع حيث يُسمح للأفراد والمستثمرين حفظ الأموال وإرسال المدفوعات واستلامها باستخدام حساباتهم الخاصة. يشرف البنك المركز الاردني على سياسات الاشتا المالي في الاردن من خلال الإستراتيجية الوطنية للاشتمال المالي 2023 - 2028

## الاهمية
تحقيق رؤية التحديث الاقتصادي وبرنامجها التنفيذي، حيث تسعى إلى تطبيق سياسات وبرامج تهدف بدورها إلى تحقيق نمو اقتصادي مستدام، وتنمية اقتصادية واجتماعية شاملة، تمس  قطاعات الأعمال كافة، وجميع شرائح المجتمع.

## التطبيق
1. وضع الاستراتيجية الوطنية للإدماج المالي بحلول نهاية عام 2017[3]
2. صياغة المبادئ التوجيهية الشاملة لحماية المستهلك لكل من الخدمات المالية الرقمية ومؤسسات التمويل الأصغر
3. مواصلة إدراج برنامج التعليم المالي في المناهج المدرسية الأردنية
4. تعزيز قابلية التشغيل البيني بين أنظمة المدفوعات في المملكة بنهاية 2018
5. ضمان نمو فعال ومسؤول في قطاع التمويل الأصغر كجزء من النظام المالي الرسمي
6. توفير للاجئين ولغير المواطنين إمكانية الوصول إلى الخدمات المالية الرقمية
7. ضمان توفير بيئة تشريعية وتنظيمية مواتية للخدمات المالية الرقمية

## جوباك
تم تأسيس الشركة الأردنية لأنظمة الدفع والتقاص (جوباك) عام 2017 ، برأس مال بالمناصفة بين البنوك الاردنية (هي 22 بنك) والبنك المركز ، بهدف تشغيل أنظمة الدفع المحلية لتعمل على إدارة وتطوير العديد من أنظمة الدفع، وتقدم حلولاً مالية رقمية مبتكرة تعود بالنفع المباشر على المستخدمين النهائيين، بالإضافة إلى إنتاج ونشر المعرفة حول الخدمات المالية الرقمية في الأردن.
تمتلك الشركة خمسة أنظمة دفع وهي:
1. نظام الدفع الفوري – كليك
2. نظام الدفع بواسطة الهاتف النقال (جوموبي)
3. غرفة التقاص الآلي
4. نظام المقاصة الإلكترونية للشيكات
5. نظام عرض وتحصيل الفواتير بشكل إلكتوروني (إي فواتيركم).

## الثقافة المالية في المدارس
تعزيز المعرفة المالية يعد مفتاحًا لتحقيق الاشتمال المالي، إذ يجب أن يتكامل مع جميع جوانب هذا الاشتمال. فزيادة الوعي بالمنتجات والخدمات المالية تساعد الأفراد على الاستفادة منها بشكل آمن وفعّال، وتمكنهم من اتخاذ قرارات مالية ذكية. ويعمل المركز الوطني لتطوير المناهج في الأردن على تحديث كتب مبحث الثقافة المالية لطلبة الصفوف السابع حتى الثاني عشر للعامين المقبلين، لمواكبة التطورات في مجالات المال والاقتصاد. وأكد خبراء تربويون أن هذا المبحث أصبح ضرورة حياتية وحاجة ملحة لسوق العمل المحلي والعالمي، وأن اكتساب مهاراته يساعد الطلاب على اتخاذ قرارات مالية فعالة تساهم في بناء مستقبلهم المالي واستقلالهم واستدامته.

## المحافظ المالية
- زين كاش
- اورامج موني
- دينارك
- علانه بي
- Meps

## اليوم العربي للاشتمال المالي
اليوم العربي للاشتمال المالي هو مبادرة أُطلقت في 2016 من قبل مجلس محافظي البنوك المركزية العربية، ويُحتفل به في 27 أبريل من كل عام. يهدف إلى زيادة الوعي بالاشتمال المالي في الدول العربية، وضمان وصول الخدمات المالية للفئات المحرومة. ويتماشى مع أهداف التنمية المستدامة 2030، حيث تنظم البنوك المركزية حملات وفعاليات توعية مالية لتعزيز هذا الهدف.

## انظر ايضا
- محفظة رقمية
- إي فواتيركم
- شمول مالي
- خدمات مالية
- بنك رقمي

## روابط خارجية
- الاشتمال المالي في الأردن